# Nigel Spink
Nigel Philip Spink (ur. 8 sierpnia 1958 w Chelmsford) – piłkarz angielski grający na pozycji bramkarza. W swojej karierze rozegrał 1 mecz w reprezentacji Anglii.

## Kariera klubowa
Karierę piłkarską Spink rozpoczął w klubie West Ham United. Nie przebił się jednak do pierwszej drużyny i w 1976 roku został zawodnikiem amatorskiego Chelmsford City. Rok później przeszedł do Aston Villi. 26 grudnia 1979 zadebiutował w jej barwach w Division One w przegranym 1:2 wyjazdowym meczu z Nottingham Forest. Początkowo był rezerwowym bramkarzem dla Jimmy'ego Rimmera, a podstawowym zawodnikiem Aston Villi stał się w sezonie 1982/1983. W sezonie 1980/1981 wywalczył z Aston Villą mistrzostwo Anglii, a w sezonie 1981/1982 dotarł z nią do finału Pucharu Mistrzów. W finale Aston Villa wygrała 1:0, a Spink w tym meczu grał od 9. minuty, w której zmienił kontuzjowanego Rimmera. Kolejne sukcesy z Aston Villą osiągnął w sezonach 1993/1994 i 1995/1996, w których zdobył Puchar Ligi Angielskiej. Od sezonu 1993/1994 do końca swojego pobytu w Aston Villi, czyli do połowy sezonu 1995/1996, był rezerwowym bramkarzem dla Marka Bosnicha.
Na początku 1996 roku Spink odszedł na zasadzie wolnego transferu do West Bromwich Albion. Występował w nim przez półtora roku w Division One. W 1997 roku odszedł z West Bromwich do londyńskiego Millwall za kwotę 50 tysięcy funtów. Do 2000 roku występował w Millwall w rozgrywkach Division Two. W latach 2000–2001 grał w zespole Forest Green Rovers, w którym zakończył karierę w wieku 42 lat.
| Sezon   | Klub                 | Kraj   | Rozgrywki           | Mecze | Bramki |
| ------- | -------------------- | ------ | ------------------- | ----- | ------ |
| 1979/80 | Aston Villa          | Anglia | Division One        | 1     | 0      |
| 1980/81 | Aston Villa          | Anglia | Division One        | 0     | 0      |
| 1981/82 | Aston Villa          | Anglia | Division One        | 0     | 0      |
| 1982/83 | Aston Villa          | Anglia | Division One        | 22    | 0      |
| 1983/84 | Aston Villa          | Anglia | Division One        | 28    | 0      |
| 1984/85 | Aston Villa          | Anglia | Division One        | 19    | 0      |
| 1985/86 | Aston Villa          | Anglia | Division One        | 31    | 0      |
| 1986/87 | Aston Villa          | Anglia | Division One        | 32    | 0      |
| 1987/88 | Aston Villa          | Anglia | Division Two        | 44    | 0      |
| 1988/89 | Aston Villa          | Anglia | Division One        | 34    | 0      |
| 1989/90 | Aston Villa          | Anglia | Division One        | 38    | 0      |
| 1990/91 | Aston Villa          | Anglia | Division One        | 34    | 0      |
| 1991/92 | Aston Villa          | Anglia | Division One        | 23    | 0      |
| 1992/93 | Aston Villa          | Anglia | Premier League      | 25    | 0      |
| 1993/94 | Aston Villa          | Anglia | Premier League      | 15    | 0      |
| 1994/95 | Aston Villa          | Anglia | Premier League      | 13    | 0      |
| 1995/96 | Aston Villa          | Anglia | Premier League      | 2     | 0      |
| 1995/96 | West Bromwich Albion | Anglia | Division One        | 15    | 0      |
| 1996/97 | West Bromwich Albion | Anglia | Division One        | 4     | 0      |
| 1997/98 | Millwall             | Anglia | Division Two        | 21    | 0      |
| 1998/99 | Millwall             | Anglia | Division Two        | 22    | 0      |
| 1999/00 | Millwall             | Anglia | Division Two        | 1     | 0      |
| 2000/01 | Forest Green Rovers  | Anglia | Conference National | 14    | 0      |
| 2001/02 | Forest Green Rovers  | Anglia | Conference National | 1     | 0      |

## Kariera reprezentacyjna
Swój jedyny mecz w reprezentacji Anglii Spink rozegrał 18 czerwca 1983 roku przeciwko Australii. W meczu tym padł remis 1:1, a Spink w 46. minucie zmienił w bramce Petera Shiltona.
| Mecze i gole w reprezentacji | Mecze i gole w reprezentacji | Mecze i gole w reprezentacji | Mecze i gole w reprezentacji | Mecze i gole w reprezentacji | Mecze i gole w reprezentacji | Mecze i gole w reprezentacji |
| #                            | Data                         | Stadion                      | Rywal                        | Wynik                        | Gol                          | Rozgrywki                    |
| 1983                         | 1983                         | 1983                         | 1983                         | 1983                         | 1983                         | 1983                         |
| ---------------------------- | ---------------------------- | ---------------------------- | ---------------------------- | ---------------------------- | ---------------------------- | ---------------------------- |
| 1.                           | 18.06.1983                   | Melbourne, Australia         | Australia                    | 1:1                          | 0                            | towarzyski                   |